# نیستاتین
نیستاتین (به انگلیسی: Nystatin)
رده درمانی: داروهای ضد قارچ .
اشکال دارویی: قطره، پماد، قرص

## موارد مصرف
نیستاتین در درمان کاندیدیازیس (برفک دهان یا برفک واژینال) ناشی از کاندیداآلبیکانس و سایر گونه‌های کاندیدا مصرف می‌شود. نیستاتین در درمان کچلی ریش و سر هم مصرف می‌شود.

## مکانیسم اثر
نیستاتین با اتصال به استرول‌های موجود در غشاء باعث می‌شود که محتویات ضروری داخل سلولی قارچ از آن خارج شوند.

## عوارض جانبی
تهوع، استفراغ، اسهال و تحریک پوستی که قبل از درمان وجود نداشته از عوارض جانبی دارو است. در صورت مصرف موضعی دارو از پانسمان بسته در موضع باید خودداری شود و در صورت مصرف آن در نوزادان از پیچیدن سفت پای بچه یا استفاده از شلوارک پلاستیکی نیز اجتناب شود.